# Liste der Naturdenkmale in Dohna
Die Liste der Naturdenkmale in Dohna nennt die Naturdenkmale in Dohna im sächsischen Landkreis Sächsische Schweiz-Osterzgebirge.

## Definition
„Naturdenkmäler sind rechtsverbindlich festgesetzte Einzelschöpfungen der Natur oder entsprechende Flächen bis zu fünf Hektar, deren besonderer Schutz erforderlich ist
1. aus wissenschaftlichen, naturgeschichtlichen oder landeskundlichen Gründen oder
2. wegen ihrer Seltenheit, Eigenart oder Schönheit.“

„§ 18 – Naturdenkmäler – (zu § 28 BNatSchG)
(1) Die Erklärung nach § 22 Abs. 1 BNatSchG von Teilen von Natur und Landschaft als Naturdenkmal erfolgt durch Rechtsverordnung oder Einzelanordnung.
(2) Über § 28 Abs. 1 BNatSchG hinaus können Naturdenkmäler zur Sicherung von Lebensgemeinschaften oder Lebensstätten von im Bestand gefährdeten oder streng geschützten Arten festgesetzt werden.“

## Liste
Link zu einem Kartenansichtstool, um Koordinaten zu setzen.
| Bild                          | Bezeichnung                                   | Lage                                      | Beschreibung | Datum      | Nummer  |
| ----------------------------- | --------------------------------------------- | ----------------------------------------- | ------------ | ---------- | ------- |
| BW                            | Kreideklippen Kahlbusch                       | (50° 57′ 18,5″ N, 13° 51′ 53″ O)          |              |            | SSZ 009 |
| mehr Fotos \| Fotos hochladen | Burgstädteler Linde                           | Borthen (50° 58′ 16,6″ N, 13° 47′ 0,1″ O) |              | 1, 2, 4, 5 | ssz 037 |
| BW                            | Nasswiese unterhalb der Hummelmühle           | (50° 58′ 12,2″ N, 13° 46′ 47,2″ O)        |              |            | SSZ 067 |
| BW                            | Schlehdornhecke bei Borthen                   | (50° 58′ 3,1″ N, 13° 46′ 58,2″ O)         |              |            | SSZ 068 |
| BW                            | Feldgehölz südöstlich der Burgstädteler Linde | (50° 58′ 8,9″ N, 13° 47′ 6,2″ O)          |              |            | SSZ 069 |
| Fotos hochladen               | Birnen-Streuobst mit Burgstädteler Linde      | (50° 58′ 11,3″ N, 13° 46′ 57,7″ O)        |              |            | SSZ 070 |

Das Nummernschema des Landkreises unterscheidet
- Einzelnaturdenkmal = Kleinbuchstaben (ssz 001 Winterlinde in Neustadt; …)
- Flächennaturdenkmal = Großbuchstaben (SSZ 001 Erlpeterquelle Pirna; …)